# Natalie Schwamová
Natalie Schwamová, née le 21 août 1999 à Prague, est une pianiste tchèque.

## Jeunesse et formation
Natalie Schwamová commence à étudier le piano à huit ans. Quand ses parents déménagent en Argentine, elle a l'opportunité d'être l'élève de Pía Sebastiani. De retour à Prague, elle étudie sous la direction de Milan Langer puis de František Malý (cs). Par la suite, elle est élève à l'Académie tchèque des arts de la scène,,.

## Carrière
Dès l'âge de dix ans, Natalie Schwamová réalise des concerts professionnels, par exemple le  Concerto pour piano n° 20 en ré mineur de Mozart avec l'Orchestre philharmonique de Buenos Aires. En République tchèque, elle se produit notamment avec l'Orchestre philharmonique Janáček (en) et l'Orchestre symphonique de Prague ; elle a également joué avec l'Orchestre symphonique d'Aarhus (en).
En 2013, à l'âge de quatorze ans, elle décroche la deuxième place au Concours international Smetana de Pilsen dans la catégorie des moins de trente ans. Un an plus tard, elle est lauréate du Concours Frédéric Chopin de Mariánské Lázně, ce qui lui permet de concourir au Concours international de piano Frédéric-Chopin en 2015.